# 郁金樱
郁金樱（学名：Cerasus serrulata var. lannesiana cv. 'Grandiflora'）是蔷薇科樱属日本晚樱的一个栽培品种，为落叶乔木，花叶同开，花色淡黄至绿色，花期在3月下旬至4月上旬。